# Charles King (historyk)

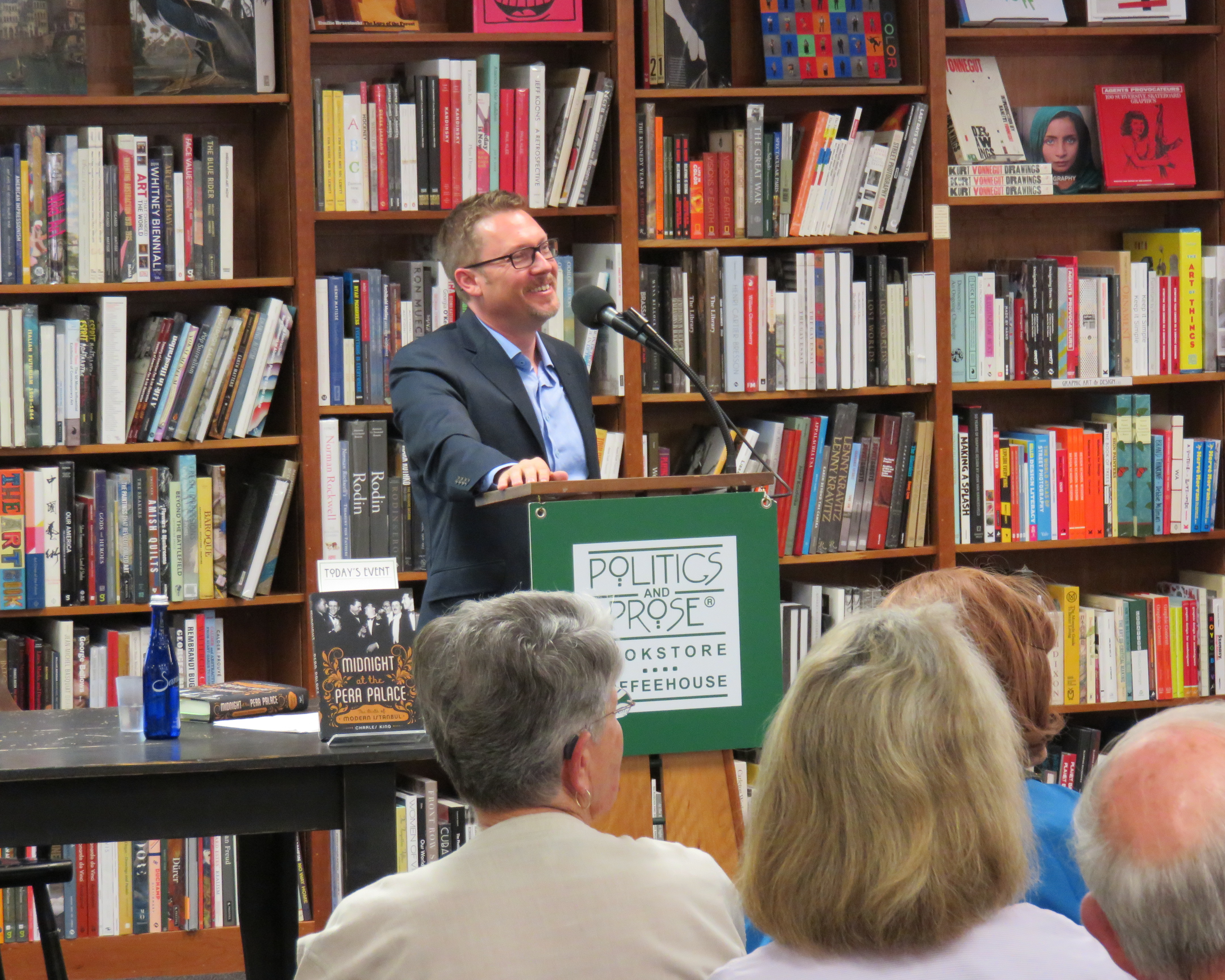
Profesor Charles King

Charles King (ur. 1967) – amerykański historyk, profesor w Szkole Służb Zagranicznych Georgetown University. Specjalizuje się w historii Europy Wschodniej i Rosji.

## Wybrane publikacje
- Ending Civil Wars (1997) ISBN 0-19-829343-7
- Post-Soviet Moldova: A Borderland in Transition (1998) ISBN 973-98091-1-1
- Nations Abroad: Diaspora Politics and International Relations in the Former Soviet Union (1998), co-editor, ISBN 0-8133-3738-0
- The Moldovans: Romania, Russia, and the Politics of Culture (1999) ISBN 0-8179-9792-X
- The Black Sea: A History (2004) ISBN 0-19-924161-9
- The Ghost of Freedom: A History of the Caucasus (2008) ISBN 0-19-517775-4
- Extreme Politics: Nationalism, Violence, and the End of Eastern Europe (2010) ISBN 0-19-537038-4
- Odessa: Genius and Death in a City of Dreams (2011) ISBN 0-393-07084-0
- Midnight at the Pera Palace: The Birth of Modern Istanbul (2014) ISBN 978-0393089141

## Publikacje przełożone na język polski
- Dzieje Morza Czarnego (ang. The Black Sea: A History), przeł. Zuzanna Piotrowska, Warszawa: Państwowy Instytut Wydawniczy 2006, II-gie wyd. 2021.
- Widmo wolności: historia Kaukazu (ang. The Ghost of Freedom: A History of the Caucasus), tł. Aleksandara Czwojdrak, Kraków: Wydawnictwo Uniwersytetu Jagiellońskiego 2010.
- O północy w Pera Palace. Narodziny współczesnego Stambułu (ang. Midnight at the Pera Palace: The Birth of Modern Istanbul), przeł. Justyn Hunia, Wołowiec: Wydawnictwo Czarne 2016.
- Odessa. Geniusz i śmierć w mieście snów (ang. Odessa: Genius and Death in a City of Dreams), przeł. Hanna Pustuła-Lewicka, Wołowiec: Wydawnictwo Czarne 2021.